# مولاي ولد محمد لغظف
مولاي ولد محمد لغظف (من مواليد 12 ديسمبر 1957 في النعمة) هو  الوزير الأول (رئيس الوزراء) الثاني عشر في موريتانيا بين أغسطس 2008 وحتى أغسطس 2014، يشغل الآن منصب وزير أمين عام للحكومة الموريتانية منذ سبتمبر 2022.
هو مولاي ولد محمد لغظف ولد محمد الطالب علي ولد محمد لغظف ولد أحمد مولود ولد خينا وينتمي إلى قبيلة تجكانت. يعتبر شخصية بارزة في مجال العلاقات الدولية بين موريتانيا والدول الأوروبية والأفريقية، له تجربة مهنية حافلة، حيث عمل ابتداء من سنة 1991 خبيرا بمركز التنمية الصناعية لدول إفريقيا والكاريبي والمحيط الهادئ والاتحاد الأوربي، مكلف بتثمين الموارد المعدنية لدول إفريقيا والكاريبي والمحيط الهادئ سنة 1997 كاستشاري، ليعمل من سنة2000 م إلى غاية عام 2006م منسق لمشروع التنمية المندمجة للحوض الشرقي (موريتانيا)، الممول من طرف التعاون البلجيكي.
في عام 2006 عمل سفيرا فوق العادة وكامل السلطات للجمهورية الإسلامية الموريتانية في بروكسيل والاتحاد الأوربي، ليعين في 14 أغشت2008 وزيرا أول بتكليف من المجلس الأعلى للدولة الذي يتزعمه الجنرال محمد ولد عبد العزيز ويحل محله بعد رئاسيات 2014 يحيى ولد ولد حذ أمين.